# Crack the shutters
«Crack the Shutters» es el segundo sencillo del álbum A Hundred Million Suns de la banda de rock alternativo Snow Patrol.

## Lista del sencillo
- UK CD:

1. "Crack the Shutters"
2. "Cubicles"

- UK 7" Vinyl CD:

1. "Crack the Shutters"
2. "One Day Like This" (Versión Elbow)